# إليز نوكس
إليز نوكس (بالإنجليزية: Elyse Knox)‏ هي عارضة وممثلة أمريكية، ولدت في 14 ديسمبر 1917 في الولايات المتحدة، وتوفيت في 16 فبراير 2012 بلوس أنجلوس في الولايات المتحدة بسبب مرض.

## وصلات خارجية
- إليز نوكس على موقع IMDb (الإنجليزية)
- إليز نوكس على موقع ألو سيني (الفرنسية)
- إليز نوكس على موقع أول موفي (الإنجليزية)
- إليز نوكس على موقع قاعدة بيانات الأفلام السويدية (السويدية)
- إليز نوكس على موقع إن إن دي بي (الإنجليزية)
- إليز نوكس على موقع قاعدة بيانات الفيلم (الإنجليزية)
- إليز نوكس على موقع كينوبويسك (الروسية)